# Timonius lageniferus
Timonius lageniferus är en måreväxtart som beskrevs av Steven P. Darwin. Timonius lageniferus ingår i släktet Timonius och familjen måreväxter. Inga underarter finns listade i Catalogue of Life.